# SG&A
SG & A (luân phiên SGA, SAG hoặc SGNA) là một khái niệm ban đầu được sử dụng trong kế toán để chỉ Chi phí Bán hàng và Quản lý, là chi phí phi sản xuất chính được trình bày trong báo cáo kết quả hoạt động kinh doanh (báo cáo lợi nhuận hoặc lỗ).
Chi phí SGA bao gồm chi phí hoạt động kết hợp của công ty, được chia nhỏ thành:
- Bán hàng: Tổng chi phí bán hàng trực tiếp và gián tiếp, bao gồm tiền lương lao động (không bao gồm chi phí sản xuất là giá vốn hàng bán), chi phí quảng cáo, tiền thuê và mọi chi phí và thuế liên quan đến sản phẩm bán;
- Chung: Tổng chi phí hoạt động và thuế liên quan trực tiếp đến hoạt động chung của công ty, nhưng không liên quan đến hai loại còn lại;
- Quản trị: Lương điều hành và hỗ trợ chung và tất cả các loại thuế liên quan liên quan đến quản trị tổng thể của công ty.

Những chi phí này đôi khi được gọi là chi phí của công ty, vì chúng không thể được truy nguồn trực tiếp vào sản xuất hàng hóa.